# Linsandel House
Linsandel House, ehemals auch Netherby, ist eine Villa in der schottischen Stadt Dalkeith in der Council Area Midlothian. 1983 wurde das Bauwerk in die schottischen Denkmallisten in der höchsten Kategorie A aufgenommen.

## Beschreibung
Die Villa erstreckt sich zwischen der Melville Road und der Avenue Road im Norden der heute zu Dalkeith gehörenden ehemaligen Ortschaft Eskbank. Linsandel House wurde im Jahre 1884 nach einem Entwurf des Planungsbüros Know and Hutton errichtet. Auf Kartenmaterial aus den 1890er Jahren ist die Villa unter dem Namen Netherby verzeichnet.
Linsandel House ist im Italianate-Stil mit griechischen Details gestaltet. Das zweistöckige Gebäude weist einen L-förmigen Grundriss auf. Das zu einem Schichtenmauerwerk verarbeitete Steinmaterial stammt aus dem englischen Northumberland. Fensterpfosten, -stürze und Baluster bestehen hingegen teilweise aus einem rötlichen Stein aus Dumfries and Galloway. Der Eingangsbereich der asymmetrischen Villa befindet sich an einem dreistöckigen Turm an der Südwestseite. Das zweiflüglige Portal mit Kämpferfenster ist mit gekehltem Gesimse mit Akroterien und einem kleinen Dreiecksgiebel gestaltet. An der linken Seite geht eine Balustrade mit roten Balustern und einer gusseisernen Lampe ab. Die Kanten des obersten Turmgeschosses sind mit gepaarten Blendpfeilern gestaltet. Darüber läuft ein ornamentierter Fries um.
Die asymmetrisch angeordneten Fenster sind teils zu Zwillingsfenstern gepaart und mit Mittelpfosten gestaltet. An der Südseite tritt ein flacher, abgerundeter Erker hervor. Markant sind die filigran ornamentierten, segmentbogenförmigen Holzarbeiten an den überhängenden Dachgiebeln. Die Dächer sind mit grau-grünem Schiefer eingedeckt. Die Firste schließen mit roten Ziegeln ab.